# Ruggero Raimondi
Pour les articles homonymes, voir Raimondi.
Ruggero Raimondi, né le 3 octobre 1941 à Bologne, est un chanteur d'opéra (baryton-basse) et acteur italien.

## Biographie
Ruggero Raimondi, né en Émilie-Romagne dans une famille de commerçants amateurs de musique, apprend le piano à sept ans. Après quelques années d'école, il entreprend de sérieuses études de comptable. À quinze ans, il découvre que sa voix a déjà mué dans un timbre d'adulte. L'entendant chantonner des mélodies populaires de Mario Lanza jusqu'au Credo de Iago de l'Otello de Verdi, sa grand-mère, puis son père, pensent qu'il a, peut-être, une carrière dans l'opéra. Rescapé de la comptabilité — « j'avais horreur des chiffres », confie-t-il, Ruggero demande à être auditionné par Francesco Molinari-Pradelli, qui l'encourage dans cette direction. Il prend alors des cours de chant avec Ettore Campogalliani, et est accepté, à seize ans, au Conservatoire Giuseppe Verdi de Milan. Juste après, il part pour Rome, où il travaille, entre autres, avec Maria Teresa Pediconi et le Maestro Piervenanzi. Sa voix est alors proche d'une basse, mais l'élève travaille dur pour en élever le timbre en baryton-basse.
En 1964, il gagne le concours des jeunes chanteurs à Spolète. La même année, dans le cadre du Festival dei Due Mondi, il fait ses débuts sur scène dans le rôle de Colline de La Bohème, opéra de Giacomo Puccini. Dans la foulée, l’opéra de Rome l’engage comme doublure du grand Nicola Rossi-Lemeni pour le rôle de Procida, dans Les Vêpres siciliennes : il chante la dernière représentation, le 16 décembre. Cette expérience lui vaut une immédiate reconnaissance de la part du public et de la critique. Plus encore : Mario Labroca, alors directeur artistique de La Fenice, l’entend et l’engage à Venise pour cinq ans.

## Débuts
C'est donc dans la cité des Doges que Ruggero va faire ses premiers pas, toujours timide, encombré par sa haute silhouette et sa myopie. Il y chante tour à tour le rôle de Tiresias dans Œdipus rex d’Igor Stravinsky, le Padre Guardiano de La forza del destino, le Figaro des Noces de Mozart mais aussi le Fiesco de Simon Boccanegra de Verdi. Il est alors très demandé en Europe : au Teatro Regio de Turin (Zaccaria dans Nabucco dès 1968) ; à la Scala de Milan avec Timur dans Turandot et Procida des Vêpres siciliennes. Au Festival de Glyndebourne, en 1969, il chante son premier Don Giovanni de Mozart. C'est cependant à Venise qu'il rencontre le metteur en scène Piero Faggioni, qui lui fait travailler le Méphisto de Gounod et reprendre de A à Z les rôles de Figaro et Don Giovanni. Il apprend alors que chanter ne suffit pas, mais qu'il faut aussi savoir bouger, devenir acteur.
En 1970, il aborde l'Attila de Verdi en version de concert à la RAI, sous la baguette de Riccardo Muti. Deux ans plus tard, il le chantera sur la scène d'Édimbourg, aux côtés de Renato Bruson. La même année, Carlo Maria Giulini enregistre Don Carlos pour la firme EMI, et Raimondi y chante Philippe II. C'est également en 1970 qu'il fait ses débuts au Metropolitan Opera de New York dans le rôle de Silva d'Ernani, suivi de Raimondo dans Lucia di Lammermoor, avec Renata Scotto. En 1971, il se produit à Tokyo, interprétant Sparafucile de Rigoletto et Baldassare de La Favorite de Donizetti. En 1972, l'Opéra de Gênes accueille son premier Méphisto du Faust de Gounod.

## Carrière
Fin 1973, il participe à la somptueuse aventure du Simon Boccanegra mis en scène par Giorgio Strehler et dirigé par Claudio Abbado. Il apparaît pour la première fois à l'Opéra de Paris le 18 novembre 1974 où il reprend le rôle de Procida.En 1978, soit huit ans après ses débuts, il retourne au prestigieux Festival de Salzbourg en chantant Philippe II, puis deux rôles d'Aida : le Pharaon en juillet et Ramfis en août, sous la direction de Karajan. Les plus grands chefs d'orchestre du moment, tels Lorin Maazel, Zubin Mehta, Riccardo Chailly, Claudio Abbado ou Georges Prêtre seront toujours, pour lui, des soutiens indispensables.
La fin des années 1970 voit apparaître un genre nouveau : le film-opéra. Et c'est également en 1978 que le metteur en scène Joseph Losey fait appel à lui pour incarner, au cinéma, Don Giovanni, entouré d'une impressionnante distribution : Kiri Te Kanawa, Teresa Berganza, José van Dam ou, encore Edda Moser. Le succès du film est tel qu'il sera difficile pour le chanteur de ne pas se confondre avec le personnage qu'il chantera environ 350 fois. 
Après Losey et le grand écran, rien ne sera plus comme avant : « C’est lui qui m’a fait comprendre que le moindre battement de paupières avait autant d’impact qu’un grand geste sur scène », reconnaît-il. Un cran de plus dans son travail d'acteur. Mais l'homme n'en sort pas indemne. Une image de séducteur lui colle désormais à la peau, surtout que l'artiste avoue volontiers s'identifier toujours aux rôles qu'il interprète : « Aucun rôle n'est à dédaigner », dit-il. « Le chant demande qu'on plonge très loin en soi, et chaque personnage abordé vous ouvre de nouvelles connaissances de vous-même. C'est vertigineux. L'opéra, c'est une psychanalyse. On se découvre soi-même à travers tous les personnages interprétés ; on sort de ses entrailles un nombre incroyable d'inhibitions. »
C'est encore à Paris, en 1980, que Ruggero réalise l'un de ses plus grands désirs : être, enfin, Boris Godounov dans la langue originale. Une nouvelle fois, Losey supervise la production. Sur scène, il est éblouissant. « J'ai chanté cette œuvre pour la première fois à vingt-neuf ans, à Venise, en italien, explique-t-il. À cette époque, je le travaillais depuis déjà trois ans. Et puis le rôle a fait sa propre boule de neige, et je l'ai chanté à travers toute l'Italie une quarantaine de fois. C'est peut-être le personnage qui m'a le plus bouleversé de toute ma carrière : la première fois que je l'ai interprété en scène, j'ai été tellement transporté par la musique et l'angoisse qu'au moment de la mort je me suis réellement écroulé, évanoui ! Mais la langue italienne ne peut rendre les nuances du rôle. J'ai compris cela à la Scala quand j'ai chanté Varlaam en russe, dans le Boris monté par Yuri Lyubimov. Boris en langue originale, c'est une redécouverte complète de la partition. Pour moi, c'est dix fois plus bouleversant. J'ai étudié des photos de l'ancienne Russie : j'y ai lu les steppes, la profondeur des forêts, l'étendue de l'horizon. Le fatalisme, quoi. Et puis l'Histoire, aussi : le règne de Boris, c'est l'époque de l'incendie de Moscou, de la famine, de la peste, du cannibalisme. Boris a compris ces fléaux comme la colère de Dieu contre son crime. Mais apprendre cette langue, quel boulot ! En plus du travail musical et littéraire, j'ai fait de la grammaire : j'ai dû — et voulu — connaître à fond l'étymologie de chaque mot, afin de pouvoir en rendre les sens les plus cachés. J'ai senti petit à petit cette langue me rentrer dans les veines ; comme une seconde naissance. Le tout, bizarrement, avec un accent ukrainien ! Personne ne peut expliquer pourquoi ! »
Malgré le succès, un doute s'installe. Ruggero Raimondi a-t-il vraiment la voix du rôle ? Comme pendant l'ensemble de sa carrière, on lui reproche une voix trop claire pour une basse. Le type vocal de Raimondi est assez proche de la basse à la française, limpide et assez aiguë, tandis que l'on réclame volontiers pour Verdi et le répertoire russe des timbres très riches et sombres. Il lui est parfois fait des griefs fantaisistes, comme de chanter Boris à l'octave supérieure - ce qui ne peut évidemment pas être, d'autant plus que la lecture de la partition informe immédiatement de la tessiture déjà totalement barytonnante du rôle, malgré la tradition de la distribution à des basses larges. 
Dans les années 1980, Raimondi, poussé par Karajan, travaille le rôle de Scarpia, dans Tosca, Iago d'Otello et interprète en 1983 son premier Méphistophélès de La Damnation de Faust de Berlioz : des rôles de « méchants ». « Aujourd'hui, dit-il alors, je suis fortement tenté par les “mauvais”. Ils me fascinent. Faire le mal pour le mal... À travers le chant, c'est superbe : le mal, ce sont les nuances les plus sombres, les plus subtiles de la voix... Lorsque j'ai enregistré Tosca avec Karajan, il m'est arrivé de me faire peur : quand je chante le désir de Scarpia pour Tosca, en plein Te Deum, il y a là comme une gifle de blasphème, d'orgasme. C'est passionnant, terrible. Inquiétant, même ! » Ruggero Raimondi interprète son premier Scarpia en 1983 à Vienne, et Iago en 1987. « J'aime passer du Saint au salaud », confie-t-il au journaliste Jérémie Rousseau
Le 18 août 1984, à Pesaro, Raimondi fait partie de la création mondiale du Voyage à Reims de Rossini, dans sa version définitive conçue avec l'aide des musicologues Janet Johnson et Philip Gosset. Claudio Abbado dirige, Luca Ronconi signe la mise en scène de cet événement. Il y incarne Don Profondo, au sein d'une prestigieuse distribution : Francisco Araiza, Cecilia Gasdia, Samuel Ramey, Katia Ricciarelli.
En 1988, il rencontre le metteur en scène Pier Luigi Pizzi, et incarne avec lui Méphistophélès et le rôle-titre de Moïse en Égypte de Rossini. La même année, il est à nouveau Philippe II, dans une mise en scène d'Andrei Șerban à Bologne, puis devient, deux ans après, le Don Giovanni de Luc Bondy à Vienne.

## Maturité
Les années 1990 vont marquer un tournant. À cinquante ans, il privilégie les récitals et s'éloigner de plus en plus de Don Giovanni, qu'il ne chantera plus que trois fois : aux Chorégies d'Orange et à Athènes en 1996, puis en 2005 à Cagliari. C'est l'heure de s'affirmer dans des rôles où l'insolence de la jeunesse n'est pas nécessaire. Il enchaîne les Philippe II, Scarpia, Iago, Moïse, le Don Quichotte de Massenet (qu'il chante depuis ses débuts) ; Mustafa dans L'Italienne à Alger, Roger, dans Jérusalem de Verdi, le Comte des Noces ou, encore, les quatre Diables des Contes d'Hoffmann d'Offenbach. En 1997, il aborde enfin le rôle-titre de Falstaff à Nancy puis, en 1999 à Gênes, pour ne plus le quitter. Il s'y préparait depuis longtemps, mais se l'interdisait par souci de crédibilité : « Avec Falstaff, on ne peut pas truquer », déclare-t-il.

Dès 2000, il commence à se fatiguer. Il annule deux fois (2000 et 2003) des représentations, pendant de longs mois, pour raisons de santé, et commence alors quelques master classes. 

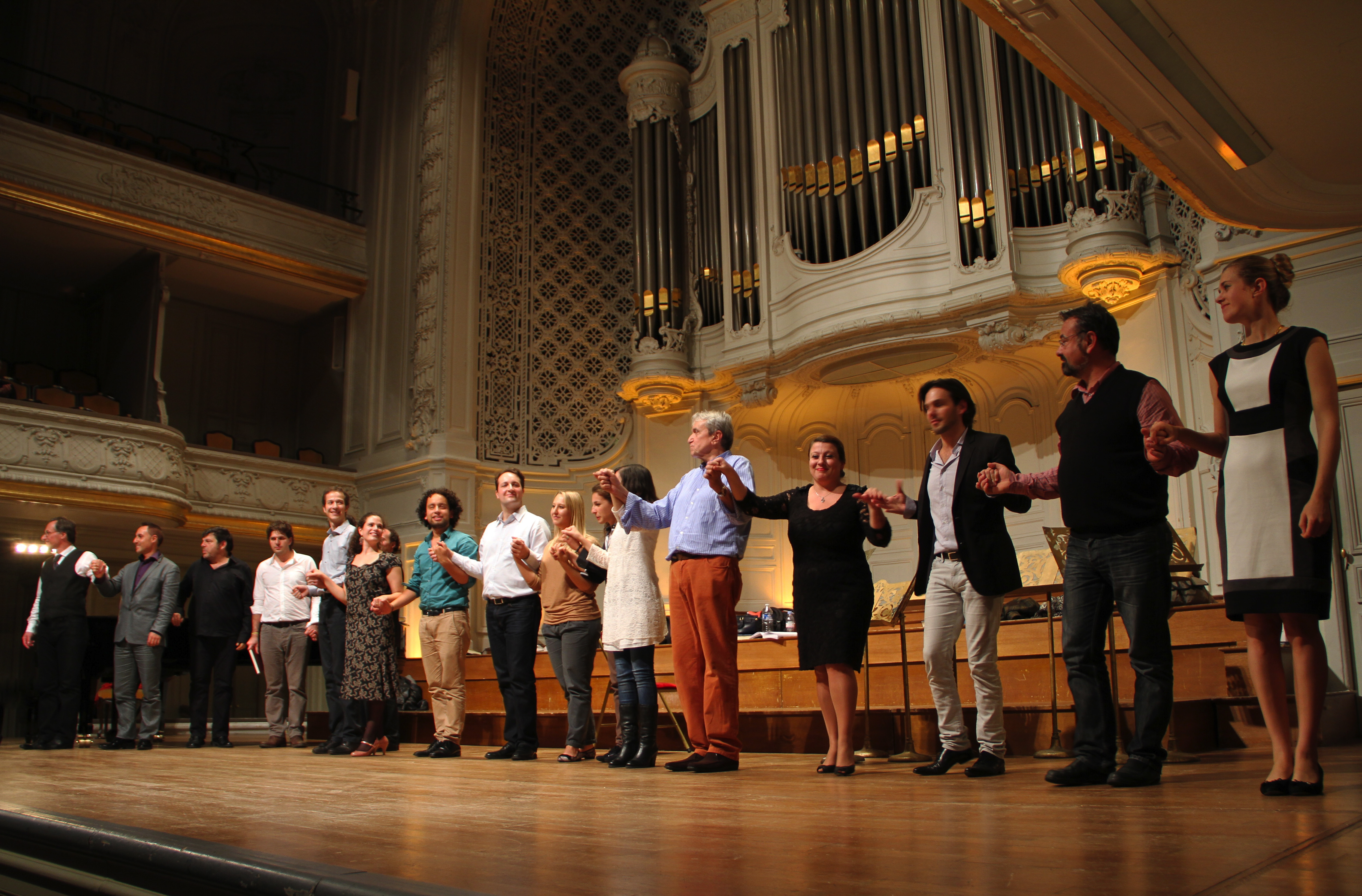
Masterclass de Ruggero Raimondi à la Salle Gaveau à Paris en 2012

Lui qui chantait cent vingt jours sur trois cent soixante-cinq à la fin des années 1970, puis pas moins de soixante-dix représentations par an vers 1980 est devenu un homme prudent, qui s'économise. Les rôles qu'il chante encore sont les mêmes que ceux des dix dernières années. Une chance : Patrice Chéreau le met en scène au festival d'Aix-en-Provence dans le rôle de Don Alfonso de Così fan tutte. Cette production est filmée et diffusée par la chaîne Arte.
Ruggero Raimondi n'ira sans doute pas plus loin. Des « folies » ne se réaliseront pas : adieu Wagner, l'un de ses compositeurs préférés : « Ah ! Wotan !, avouait-il en 1980. L'un des plus grands personnages de toute l'histoire de l'opéra. J'en pleure tellement je l'aime, mais jamais je ne le chanterai. Sarastro, de La Flûte enchantée non plus. Mais c'est Wagner mon grand regret ! Je me console en me disant que le Hollandais volant et Hans Sachs des Maîtres Chanteurs de Nüremberg me seront peut-être abordables ». Mais il ne les interprètera pas non plus.
Sa discographie est relativement modeste à une époque où graver est devenu si courant, si quotidien, que le moindre artiste en herbe peut se réclamer de plus d'albums que de rôles en scène. Nombre d'intégrales l'incluent dans la distribution mais Raimondi n'enregistre que très peu de récitals propres : Arias (Le Barbier de Séville, Tosca, Aida), mais aussi des mélodies italiennes  (Visione venezia), un catalogue Broadway  (Man of la Mancha, Kiss me Kate, West Side Story) et Hollywood  (Moon river, Orféo Negro, The shadow of your smile), un autre de chansons légères plutôt tournées vers l'Europe  (Que reste-t-il de nos amours ?). Il y a aussi la B.O du film (pour la télévision) de Maurice Béjart : Six personnages en quête d'un chanteur (1981), dans lequel Raimondi interprète quelques pages de Tosca, Otello, Don Giovanni, Samson et Dalila, Boris Godounov.

## L'acteur
Le Don Giovanni de Losey, qui couronnait ses trente-sept ans, a entraîné Ruggero Raimondi dans un monde parallèle : le cinéma. Et pas toujours pour honorer un rôle d'opéra. En 1981, Maurice Béjart le met en scène avec blouson de cuir et lunettes noires pour une sorte d'Ovni télévisé : Six personnages en quête d'un chanteur, aujourd'hui introuvable. En 1982, il collabore encore avec Joseph Losey dans La Truite, aux côtés d'Isabelle Huppert. C'est alors au tour d'Alain Resnais de lui demander d'incarner Le Comte Frobek, dans La vie est un roman. L'année 1984 le voit revenir vers l'opéra : Francesco Rosi tourne Carmen, dans lequel il incarne Escamillo. Un rôle qu'il a toujours défendu : « Tout le monde pensait que je n'aurais que deux gestes à faire, raconte-t-il. Eh bien non. J'ai énormément travaillé ce rôle. J'ai même pris des leçons avec un torero ! Escamillo, d'habitude, passe comme un parfum et existe à peine. J'ai voulu le faire exister complètement. En opposition, notamment, avec Don José. Escamillo, c'est la sexualité ; Don José, le refoulement. Personnellement, je n'ai jamais entendu l'air célèbre « Toréador, prend garde » comme un air vide et fat. J'ai cherché à le dramatiser parce que ce morceau de bravoure est faussement gai : il renferme la vérité de la corrida, la mort. Si l'on a compris cela, on ne peut plus considérer Escamillo comme un bellâtre. C'est un homme qui porte en permanence la mort en lui ».
Toujours dans le courant du film-opéra, Andrzej Zulawski met en scène Boris Godounov. Un tournage éprouvant : « Pour installer une atmosphère d'orage, on a fait brûler des dizaines de pneus pendant que je chantais, se souvient-il. C'était abominable : la fumée m'empêchait de respirer. J'avais l'impression que mes poumons se consumaient. » Le film n'a pas le succès escompté et sonne même le glas du film-opéra. En 1997, Raimondi participe à un film d'Alain Jessua : Les couleurs du Diable, que la postérité ne retiendra pas. Tout autre est la Tosca filmée en 2001 par Benoît Jacquot. À mi chemin entre l'opéra et le septième art, l'œuvre s'avère originale et inventive.
En 2008, Raimondi est invité à la télévision, pour Le Sanglot des Anges, de Jacques Otmezguine, une série en quatre parties où il campe un baryton-basse aux côtés de Ludmila Mikaël, Cyril Lecomte et Marthe Keller.
Sur scène, Raimondi a mis en scène trois opéras tout en y participant : Don Giovanni, en 1986 à Nancy et 1996 à Athènes, Le Barbier de Séville en 1992 à Nancy, puis Don Carlos en 2003, à Monte-Carlo. Il réalise la mise en scène d'Attila de Verdi pour l'Opéra royal de Wallonie en septembre 2013.
Il se produit encore sur scène après 2010 : en décembre 2014, il chante son dernier Scarpia (Tosca) à Liège puis interprète Basilio dans Le Barbier de Séville à la Scala de Milan. En 2015 France Télévision lui consacre une émission spéciale, la toute première édition de Fauteuils d'Orchestre, présentée par Anne Sinclair. Il y est accompagné par l'Orchestre de Paris placé sous la direction d'Alain Altinoglu, et par le pianiste François Weigel.

## Prix et reconnaissances
- 1996 : nommé Grand Officier de l'Ordre du Mérite d'Italie.
- 2003 : reçoit la Légion d'honneur à Paris.
- 2004 : reçoit le prix Una vita nella musica.

## Discographie sélective
- Aida, avec Erich Leinsdorf, 1970 (RCA Red Seal)
- Don Carlos, avec Carlo Maria Giulini, 1970 (Angel Records)
- Simone Boccanegra, avec Gianandrea Gavazzeni, 1973 (RCA)
- Attila, avec Lamberto Gardelli, 1973 (Philips)
- Don Giovanni, avec Lorin Maazel, 1978 (CBS Masterworks)
- Pelléas et Mélisande, avec Herbert von Karajan, 1979 (His Master's Voice)
- Le Bal masqué, avec Claudio Abbado, 1980 (Deutsche Grammophon)
- Turandot, avec Herbert von Karajan, 1983 (Deutsche Grammophon)
- Le Voyage à Reims, avec Claudio Abbado, 1983 (Deutsche Grammophon)
- Mefistofele, avec Claudio Abbado, 1987 (Deutsche Grammophon)
- Les Noces de Figaro, avec Neville Marriner, 1988 (Philips Classics)
- L'Italienne à Alger, avec Claudio Abbado, 1989 (Deutsche Grammophon)
- Boris Godounov, avec Mstislav Rostropovitch, 1990 (Erato)
- Il viaggio a Reims, avec Claudio Abbado, 1990 (Sony Classical)
- La Cenerentola, avec Neville Marriner, 1990 (Philips Classics)
- Le Barbier de Séville, avec Claudio Abbado, 1993 (Deutsche Grammophon)
- Tosca, avec Antonio Pappano, 2001 (EMI Classics)

## Filmographie
- 1979 : Don Giovanni de Joseph Losey
- 1982 : La Truite de Joseph Losey
- 1983 : La vie est un roman d'Alain Resnais
- 1984 : Carmen de Francesco Rosi
- 1989 : Boris Godounov d'Andrzej Żuławski
- 1997 : Les Couleurs du diable d'Alain Jessua
- 2019 : Beaux-parents d'Héctor Cabello Reyes